# Gazoryctra
Gazoryctra là một chi bướm đêm trong họ Hepialidae. Có 14 loài đã được miêu tả được tìm thấy ở Eurasia, Canada và Hoa Kỳ.

## Các loài
- Gazoryctra chishimana - Kuril Islands
- Gazoryctra confusus - USA
- Gazoryctra fuscoargenteus - Northern Eurasia
- Gazoryctra ganna - châu Âu
- Gazoryctra hyperboreus - Canada
- Gazoryctra lembertii - USA
- Gazoryctra macilentus - Siberia
- Gazoryctra mathewi - USA
- Gazoryctra mcglishani - USA
- Gazoryctra novigannus - Canada
- Gazoryctra pulcher - USA
- Gazoryctra roseicaput - Canada
- Gazoryctra sciophanes - USA
- Gazoryctra wielgusi - USA

- Thức ăn ghi nhận được: Betula, Phlox, Picea, cỏ